# Algirdas Lauritėnas
Teodoras Algirdas Adamo Lauritėnas (ur. 5 listopada 1932 w Kownie, zm. 7 sierpnia 2001 tamże) – litewski koszykarz. W barwach ZSRR srebrny medalista olimpijski z Melbourne.
W karierze był związany z Žalgirisem Kowno. Z reprezentacją ZSRR sięgał po srebro igrzysk olimpijskich w 1956 oraz był mistrzem Europy w 1953 i 1957.